# 马塞尔·迪普雷
马塞尔·迪普雷（法語：Marcel Dupré，1886年5月3日—1971年5月30日），法國作曲家，管风琴家。出生在鲁昂的一个音乐世家，父亲是当地的管风琴师，并在自己家中建造了一架管风琴。迪普雷18岁时进入巴黎音乐学院，学习作曲和管风琴演奏。1914年获罗马大奖，1920年成功举办了10场系列音乐会，背谱演奏巴赫的所有管风琴曲。1926年受聘在巴黎音乐学院任教，1934年接替维多尔任圣叙尔比斯教堂的管风琴师直到去世。迪普雷的作品以管风琴曲为主。他的音乐受到巴赫和维尔纳的影响较大，但和声与对位的写作更为复杂，且带有印象主义特点，要求很高的演奏技巧，受到管风琴家广泛欢迎。